# ハリソン・アッフル
ハリソン・アッフル（Harrison Afful 、1986年7月24日 - ）は、ガーナ・テマ出身のプロサッカー選手。ガーナ代表。シャーロットFC所属。ポジションは、ディフェンダー。

## 経歴

### クラブ
フェイエノールト・ガーナの下部組織出身。2007年から2009年までアサンテ・コトコSCにレンタル移籍。2008年11月、ガーナ・プレミアリーグの年間最優秀選手に選ばれた。
その後、ヘルシンボリIFのトライアルを受けるも契約には至らず、チュニジアのエスペランス・スポルティーブ・ドゥ・チュニスに移籍した。CAFチャンピオンズリーグ2011決勝第2戦に途中出場し、決勝ゴールを挙げた。
2015年7月30日、MLSのコロンバス・クルーに移籍。8月19日のニューヨーク・シティFC戦で移籍後初出場。2016年7月13日のトロントFC戦で初ゴール。
2021年12月17日、シャーロットFCに移籍。

### 代表
アフリカネイションズカップ2008のコートジボワール戦で初キャップを記録して以来、ガーナ代表のレギュラーを務めている。2015年9月1日のコンゴ共和国戦ではキャプテンに任命された。

## 代表歴

### 出場大会
- ガーナ代表
  - 2014 FIFAワールドカップ

### 試合数
- 国際Aマッチ 84試合 0得点（2008年-2018年）[10]

| ガーナ代表 | 国際Aマッチ | 国際Aマッチ |
| 年         | 出場        | 得点        |
| ---------- | ----------- | ----------- |
| 2008       | 10          | 0           |
| 2009       | 7           | 0           |
| 2010       | 3           | 0           |
| 2011       | 0           | 0           |
| 2012       | 5           | 0           |
| 2013       | 14          | 0           |
| 2014       | 10          | 0           |
| 2015       | 14          | 0           |
| 2016       | 8           | 0           |
| 2017       | 11          | 0           |
| 2018       | 2           | 0           |
| 通算       | 84          | 0           |

## タイトル

### クラブ
エスペランス
- CAFチャンピオンズリーグ：1回（2011）